# 比布利安縣

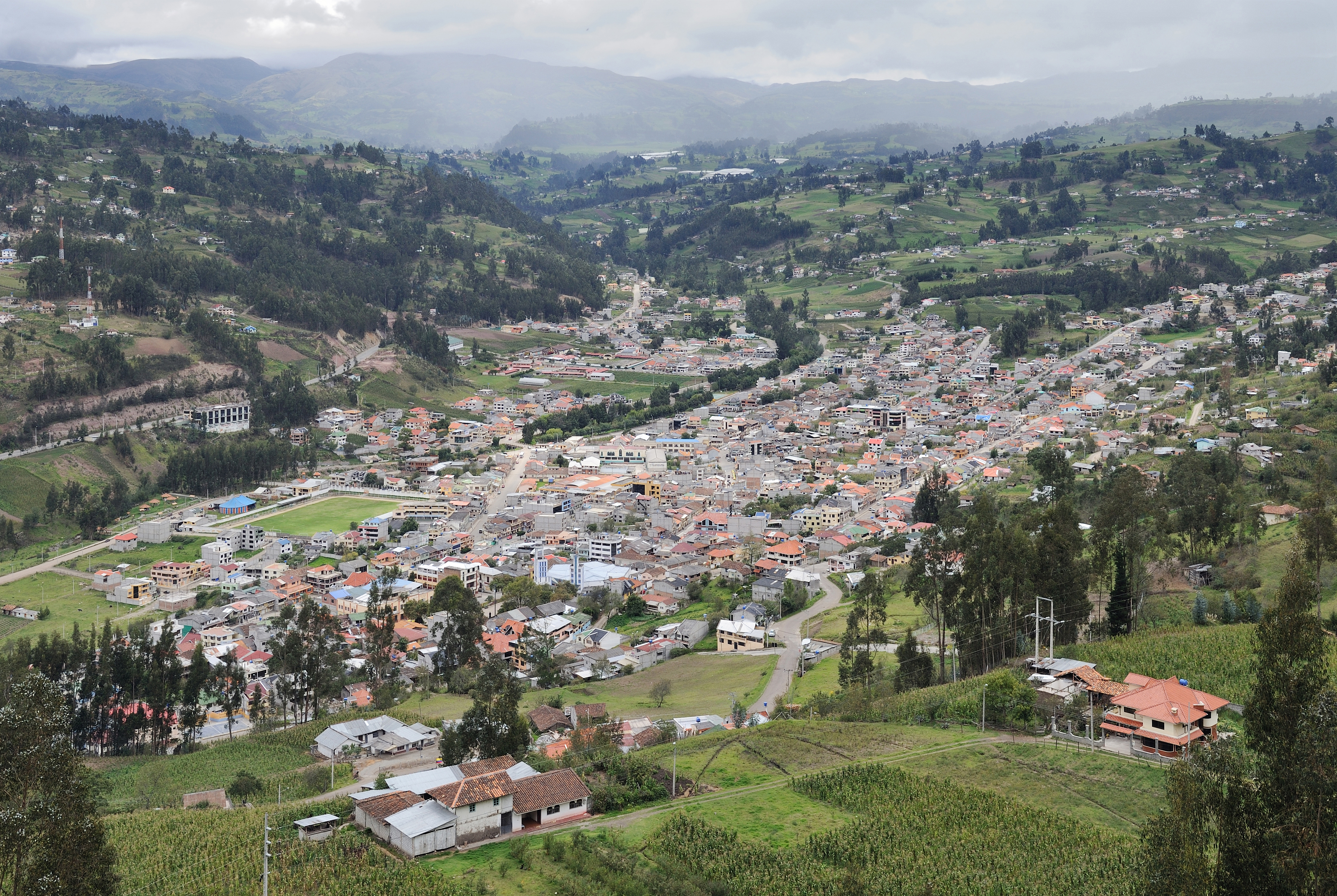

比布利安縣（西班牙語：Cantón Biblián），是厄瓜多爾的縣份，位於該國中南部，由卡尼亞爾省負責管轄，始建於1944年8月1日，面積205.3平方公里，海拔高度2,608米，2001年人口20,727，人口密度每平方公里91.31人。